# Districte de Murrupula
El districte de Murrupula és un districte de Moçambic, situat a la província de Nampula. Té una superfície de 3.100 kilòmetres quadrats. En 2007 comptava amb una població de 140.311 habitants. Limita al nord, nord-est i oest amb el districte de Ribáuè, al sud amb el districte de Gilé (districte de la província de la Zambézia), a l'est amb el districte de Mogovolas i al nord-est amb el districte de Nampula.

## Divisió administrativa
El districte està dividit en tres postos administrativos (Chinga, Murrupula ie Nehessine), compostos per les següents localitats:
- Posto Administrativo de Chinga:
  - Chinga-Sede
  - Namilasse
- Posto Administrativo de Murrupula:
  - Murrupula-Sede
  - Gazuzu
  - Namitotelane
- Posto Administrativo de Nehessine:
  - Nihessiue-Sede
  - Mulhaniua
  - Nacocolo